# Villogorgia antillarum
Villogorgia antillarum is een zachte koraalsoort uit de familie Plexauridae. De koraalsoort komt uit het geslacht Villogorgia. Villogorgia antillarum werd in 1931 voor het eerst wetenschappelijk beschreven door Aurivillius. 